# Hylesia rufipes
Hylesia rufipes är en fjärilsart som beskrevs av William Schaus 1911. Hylesia rufipes ingår i släktet Hylesia och familjen påfågelsspinnare. Inga underarter finns listade i Catalogue of Life.